# ソウル特別市都市鉄道公社6000系電車
ソウル特別市都市鉄道公社6000系電車（ソウルとくべつしとしてつどうこうしゃ6000けいでんしゃ）は、ソウル交通公社6号線・7号線の通勤形電車。

## 概要
1999年1月から2000年11月にかけて8両編成41本（328両）が落成し、2000年8月7日の6号線開業に併せて営業運転を開始した。製造メーカーは601～614編成までが現代精工、615～641編成が韓国鉄道車輌（現・現代ロテム）である。
車体のデザインはソウル特別市都市鉄道公社で標準のものであるが、内装は他形式と若干異なる。シートは片持ち式で、スタンションポールが2本設置されるなどJR東日本209系電車に類義した車内となっていたが、後述する不燃化改造に伴い、座席は変更となった。制御装置は三菱電機製で、2レベルIGBT素子を使用したVVVFインバータ制御（1C4M方式）。現代精工の運転情報管理システム「TCMS」を搭載している。
元々全編成が6号線を走行していたが、後に640編成と641編成は7号線に転属され、塗装が7号線のオリーブ色となった。

### TCMS(Train Control Management System)
三菱電機が開発した、JR東日本のTIMS、新潟トランシスのディーゼル車情報制御装置DICSの機能と同様である。
韓国の鉄道車両で使用されていた既存のTIGSを改良をして、向上した伝送速度を持つネットワークシステムを構成した。特に力行・制動指令機能を持つATOと連携された車両の応答性が一層強化された。ワンマン運転時の制御機能一元化もなされている。その他にも故障診断機能・入出庫検査機能などの様々な機能が強化された。ちなみに、TIMSは送信系統の二重化とともに転送速度の向上も可能だが、TCMSは送信系統の二重化は可能でも伝送速度が限定される短所を持つ。

## 内装の不燃化改造
2003年の大邱地下鉄放火事件を契機に強化された鉄道車両の難燃基準に沿って、2005年までに内装材改造を完了した。この事業には興一企業株式会社が担当した。

座席はステンレス製のものに変更され、火災警報器と客室非常用インターホンを設置した。本系列の不燃化改造前は非常用ドアコックが扉上部にあったが、他形式と統一するために座席下へ移設した。

## 韓国産初のVVVFインバータの搭載試験
609編成は現代ロテム製で韓国産初となる IGBT素子を使用したVVVFインバータを装備して試験運行を行った。しかし、回生ブレーキ効率が落ちやすく、さらに故障も多発していたことから、2005年に既存車両と同一の三菱IGBT-VVVFインバーターに改造されたが、現代ロテムIGBT-VVVFインバーターは後に光州地下鉄や大田地下鉄で本採用され、韓国の多くの鉄道車両に採用された。そのため、音は後に同社のVVVFインバーターを採用した大田地下鉄1号線と酷似している。

## 永久磁石同期電動機の搭載試験
633編成の6633形(6号車)は、現代ロテムが開発した歯車減速式永久磁石同期電動機(PMSM)(230kW)を試験採用し、2019年の9月に累計走行距離が6000kmを達成した。後に永久磁石同期電動機は日本の東芝製であるがソウル交通公社5号線、7号線、8号線の新型車両で採用されている。

## 編成表
ソウル交通公社の編成番号は、4桁の車号のうち号車を意味する百の位を除く3桁で表現する。（例：1号車が6101である編成＝601編成）
|          |              |              |              |              |              |              |              |              |        |  |
| 号車     | 1            | 2            | 3            | 4            | 5            | 6            | 7            | 8            | 製造年 |  |
| 形式     | 6100形       | 6200形       | 6300形       | 6400形       | 6500形       | 6600形       | 6700形       | 6000形       | 製造年 |  |
| 区分     | Tc           | M            | M'           | T            | T            | M            | M'           | Tc           | 製造年 |  |
| 搭載機器 | SIV,BT       | VVVF,CP      | VVVF         |              |              | VVVF,CP      | VVVF         | SIV,BT       | 製造年 |  |
| 車両番号 | 6101 ： 6114 | 6201 ： 6214 | 6301 ： 6314 | 6401 ： 6414 | 6501 ： 6514 | 6601 ： 6614 | 6701 ： 6714 | 6001 ： 6014 | 1999年 |  |
| 車両番号 | 6115 ： 6141 | 6215 ： 6241 | 6315 ： 6341 | 6415 ： 6441 | 6515 ： 6541 | 6615 ： 6641 | 6715 ： 6741 | 6015 ： 6041 | 2000年 |  |

| 凡例 - VVVF -主制御装置 - SIV -静止形インバータ - CP -空気圧縮機 - BT -蓄電池 |
| 備考 - パンタグラフは、M'（6200形、6600形）に下枠交差形を2基ずつ搭載する。    |

## 配属
- 601~639編成 - 新内車両事業所
- 640, 641編成 - 道峰車両事業所

## 写真

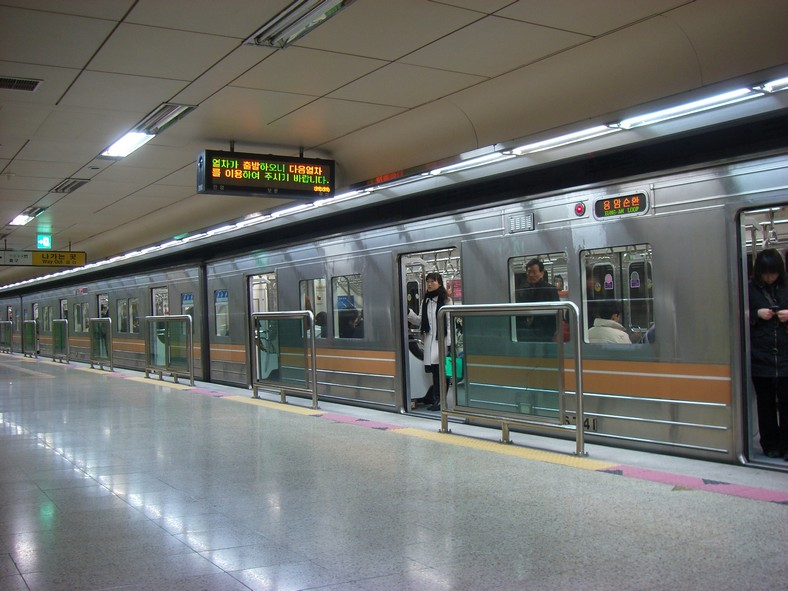
鷹岩駅に停車中の641編成（現在は7号線で走行中）
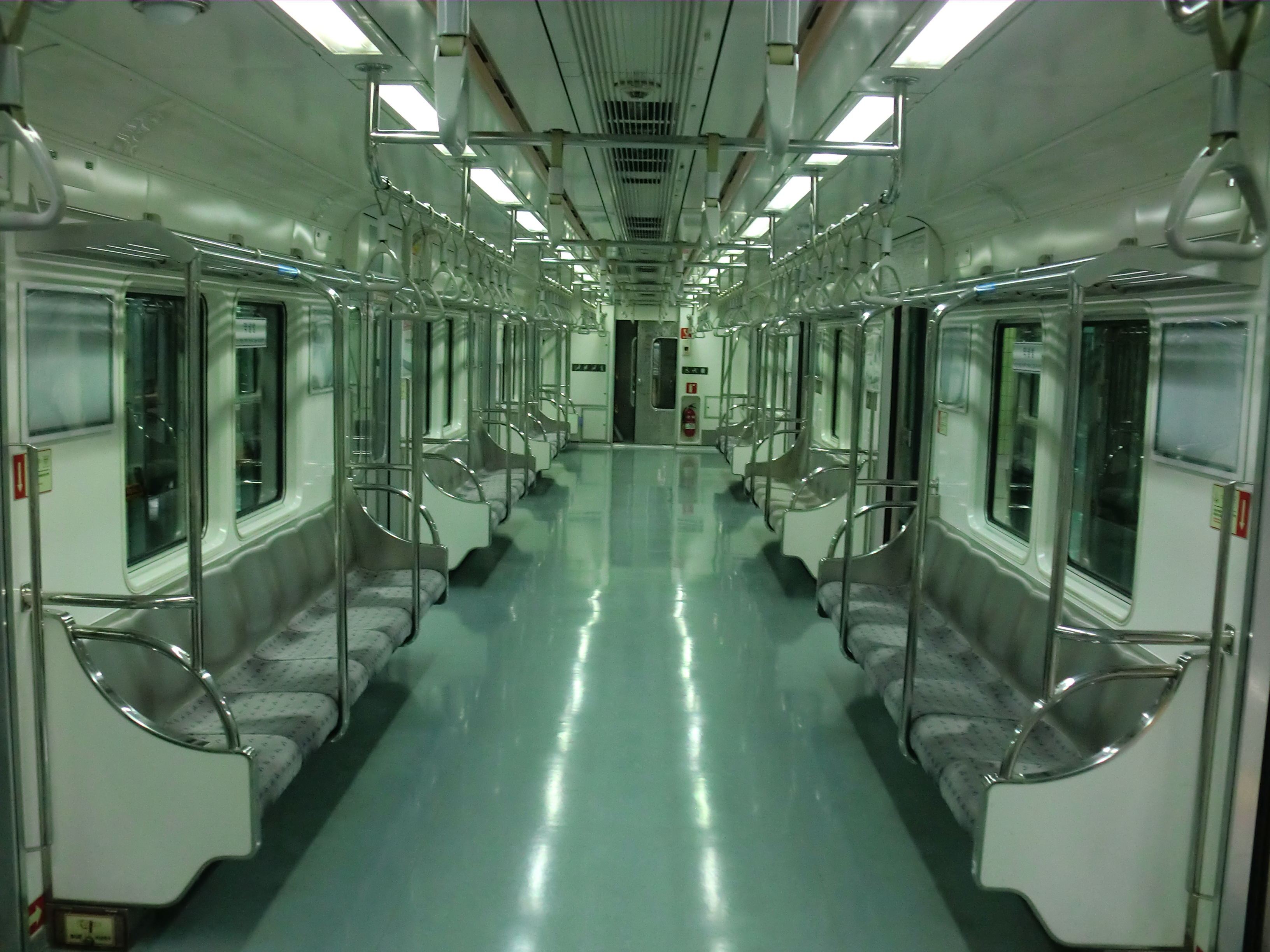
車内
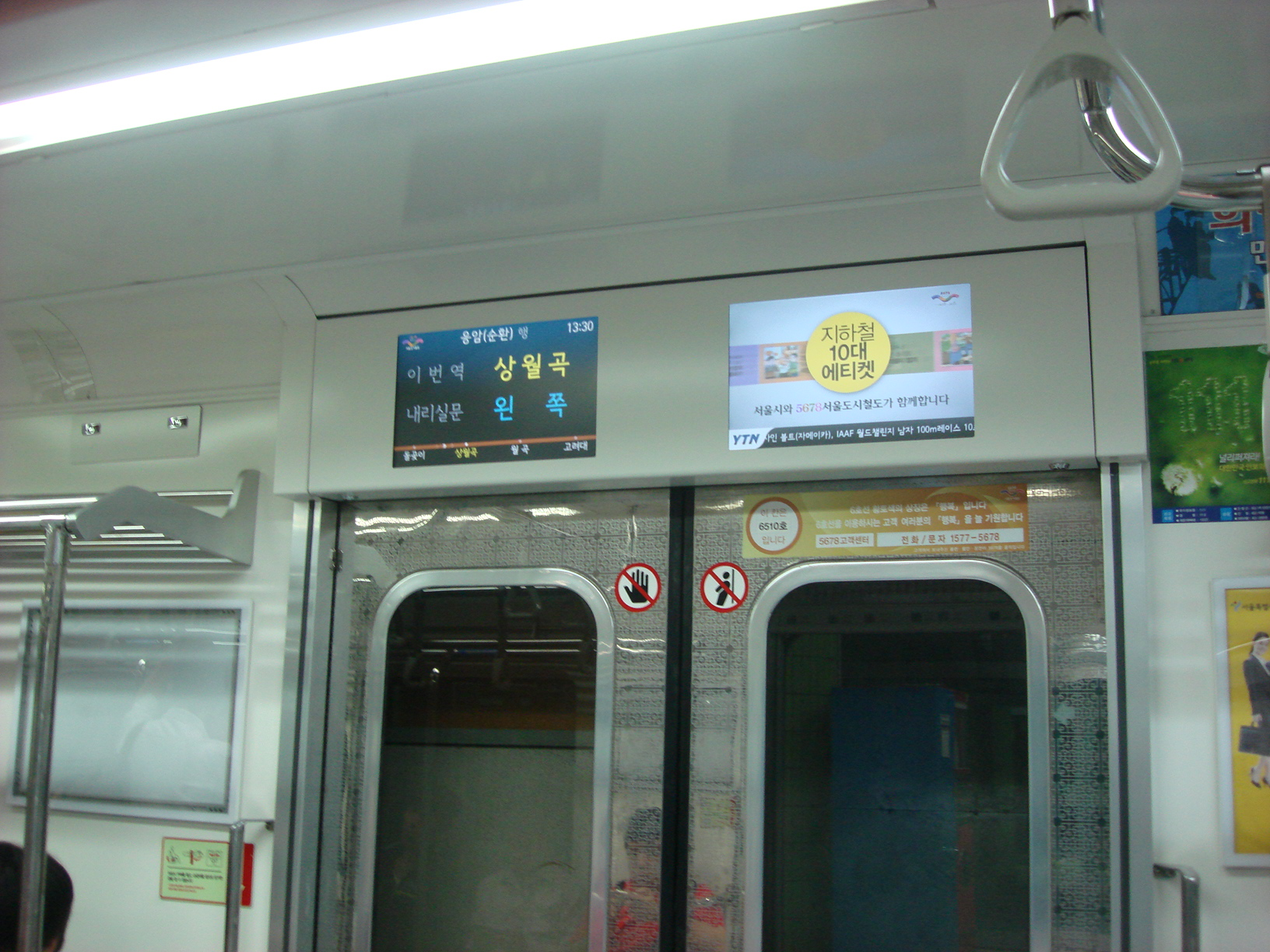
LCD